# سفورا

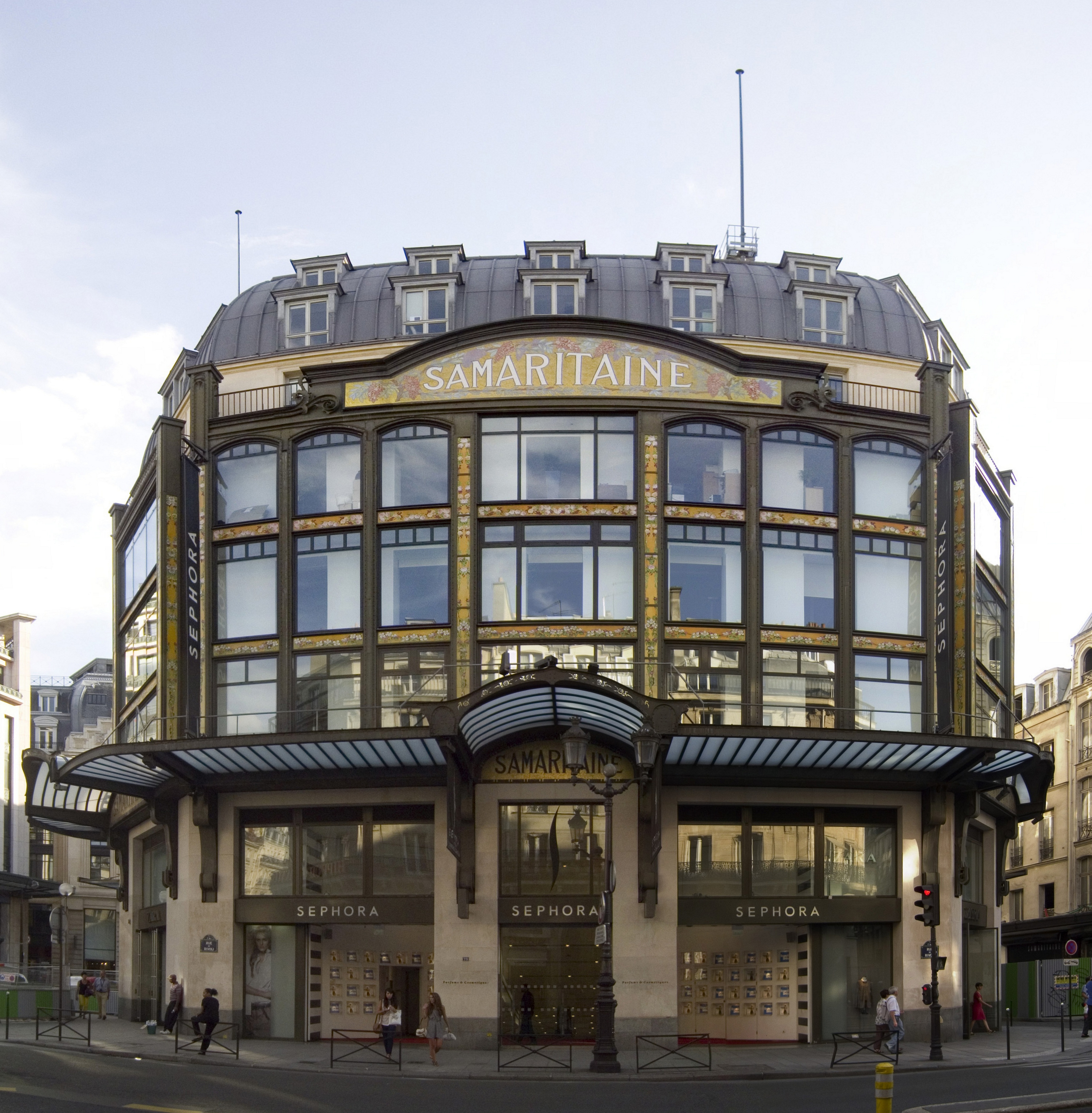
شعبه‌ای از فروشگاه سفورا در پاریس

سفورا، (به فرانسوی: Sephora) (یا صفورا) شرکت لوازم آرایشی و زیبایی فرانسوی است، که در سال ۱۹۷۳ توسط دومینیک مندوناد راه‌اندازی شد و در حال حاضر متعلق به شرکت لویی ویتون بوده و از برندهای کمپانی ال و ام هاش به‌شمار می‌آید.
شعبه مرکزی سفورا در بولوین-بیانکور، پاریس قرار دارد و هم‌اکنون دارای ۱٫۷۰۰ شعبه فروش و فروشگاه در ۳۰ کشور جهان می‌باشد و در سال ۲۰۱۳ درآمدی معادل ۴ میلیارد دلار داشته است.